# Idioma guti
El idioma guti o quti fue hablado por los guti de los montes Zagros, que gobernaron durante cerca de un siglo sobre Sumer durante la dinastía guti de Sumer entre el 2200 y el 2116 a. C. Los guti ocupaban un territorio entre los montes Zagros y el río Tigris que actualmente se divide entre el Kurdistán iraquí e iraní.
Nada se conoce de esta lengua excepto su existencia y una lista de reyes guti en la lista de reyes sumerios. La existencia queda testimoniada en una lista de lenguas habladas en la región, encontrada en una tablilla del período babilónico medio, procedente presumiblemente de la ciudad de Emar,: p.13  que también incluye como lenguas regionales el akadio, el amorita, el suteo, el "subareo" (o hurrita) y el elamita. También existe "un registro de un intérpreta de lengua guti" en la ciudad de Adab.
Los nombres de reyes guti de la lista sumeria son Inkishush, Zarlagab, Shulme (o Yarlagash), Silulumesh (o Silulu), Inimabakesh (Duga), Igeshaush (o Ilu-An), Yarlagab, Ibate, Kurum, Apilkin, La-erabum, Irarum, Ibranum, Hablum, Puzur-Suen, Yarlaganda, Si-um y Tirigan. Sobre la base de estos nombres, algunos eruditos han llegado a descartar que fuera una lengua semítica o indoeuropea y no parece relacionada, como otras muchas de la región, con ninguna otra lengua o familia lingüística conocida.
Sin embargo, Tamaz V. Gamkrelidze y Vyacheslav Vsevolodovich Ivanov han conjeturado que el idioma guti podría estar cercanamente relacionado con las lenguas tocarias, un subgrupo de lenguas indoeuropeas.